# Fußball-Weltmeisterschaft 1970/Mexiko
Dieser Artikel behandelt die mexikanische Fußballnationalmannschaft bei der Fußball-Weltmeisterschaft 1970.

## Qualifikation
Mexiko war als Gastgeber der Weltmeisterschaft automatisch qualifiziert.

## Mexikanisches Aufgebot
| Nummer / Name | Nummer / Name          | Damaliger Verein      | Geburtstag | Länderspiele |
| Torhüter      | Torhüter               | Torhüter              | Torhüter   | Torhüter     |
| ------------- | ---------------------- | --------------------- | ---------- | ------------ |
| 1             | Ignacio Calderón       | Deportivo Guadalajara | 13.12.1943 |              |
| 12            | Antonio Mota           | Necaxa                | 26.01.1939 |              |
| 22            | Francisco Castrejón    | UNAM Pumas            | 11.06.1947 |              |
| Abwehr        |                        |                       |            |              |
| 2             | Juan Manuel Alejándrez | CD Cruz Azul          | 17.05.1944 |              |
| 3             | Gustavo Peña           | CD Cruz Azul          | 22.11.1941 |              |
| 4             | Francisco Montes       | CD Veracruz           | 22.04.1943 |              |
| 5             | Mario Pérez Guadarrama | Club América          | 30.07.1946 |              |
| 6             | Guillermo Hernández    | Club América          | 25.06.1942 |              |
| 13            | José Vantolrá          | Deportivo Toluca      | 30.03.1943 |              |
| 14            | Javier Guzmán          | CD Cruz Azul          | 09.01.1945 |              |
| Mittelfeld    |                        |                       |            |              |
| 7             | Marcos Rivas           | CF Atlante            | 25.11.1947 |              |
| 8             | Antonio Munguía        | CD Cruz Azul          | 27.06.1942 |              |
| 9             | Enrique Borja          | Club América          | 30.12.1945 |              |
| 15            | Héctor Pulido          | CD Cruz Azul          | 15.12.1942 |              |
| 17            | José Luis González     | UNAM Pumas            | 14.09.1942 |              |
| 18            | Mario Velarde          | UNAM Pumas            | 29.03.1940 |              |
| 20            | Juan Ignacio Basaguren | CF Atlante            | 21.07.1944 |              |
| Angriff       |                        |                       |            |              |
| 10            | Horacio López Salgado  | Club América          | 15.09.1948 |              |
| 11            | Aarón Padilla          | UNAM Pumas            | 10.07.1942 |              |
| 16            | Isidoro Díaz           | Club León             | 14.03.1940 |              |
| 19            | Javier Valdivia        | Deportivo Guadalajara | 04.12.1941 |              |
| 21            | Javier Fragoso         | Club América          | 19.04.1942 |              |
| Trainer       |                        |                       |            |              |
|               | Raúl Cárdenas          |                       | 30.10.1928 |              |

## Spiele der mexikanischen Mannschaft

### Erste Runde
| Rang | Land        | Tore | Punkte |
| ---- | ----------- | ---- | ------ |
| 1    | Sowjetunion | 6:1  | 5      |
| 2    | Mexiko      | 5:0  | 5      |
| 3    | Belgien     | 4:5  | 2      |
| 4    | El Salvador | 0:9  | 0      |

- Mexiko –  Sowjetunion 0:0

Stadion: Aztekenstadion (Mexiko-Stadt)
Zuschauer: 107.000
Schiedsrichter: Tschenscher (Deutschland)
Tore: keine
Bereits zum vierten Mal in der WM-Geschichte (1930 mit 1:4 gegen Frankreich, 1950 mit 0:4 gegen den Gastgeber Brasilien und 1958 mit 0:3 gegen den Gastgeber Schweden) absolvierte Mexiko bei der WM 1970 das Eröffnungsspiel: diesmal als Gastgeber und zum ersten Mal ohne Niederlage.
Das Spiel gegen die Sowjetunion war zugleich das Duell der beiden Gruppenfavoriten, die darauf bedacht waren, ihr erstes Spiel nicht zu verlieren. So überwogen denn auch die Abwehrreihen, so dass es kaum Torchancen gab. Die einzigen nennenswerten Torchancen auf mexikanischer Seite hatten Horacio López Salgado und Héctor Pulido, deren Schüsse vom sowjetischen Schlussmann Ansor Kawasaschwili pariert wurden.
Die größte Chance der Sowjets hatte Anatoli Byschowez, dessen strammer Schuss nur wenige Zentimeter am Tor von Ignacio Calderón vorbei strich.
- Mexiko –  El Salvador 4:0 (1:0)

Stadion: Aztekenstadion (Mexiko-Stadt)
Zuschauer: 103.000
Schiedsrichter: Kandil (Ägypten)
Tore: 1:0 Valdivia (45.), 2:0 Valdivia (46.), 3:0 Fragoso (58.), 4:0 Basaguren (83.)
Nur wenigen mexikanischen Fußballspielern gelang in der WM-Geschichte ein doppelter Torerfolg in einem Spiel. Einer von ihnen war Javier Valdivia, der zudem Rekordhalter in der Kürze der Zeit der aufeinander erzielten Tore ist: das erste Tor zur 1:0-Führung seiner Mannschaft fiel unmittelbar vor dem Pausenpfiff in der 45. Minute, das 2:0 direkt nach dem Wiederanpfiff in der 46. Minute.
Trotz des letztendlich höchsten Sieges in der mexikanischen WM-Geschichte fiel der Sieg der Hausherren keineswegs so leicht aus, wie es das Ergebnis vermuten lässt; denn schon dem Führungstreffer war eine strittige Schiedsrichterentscheidung vorausgegangen.
Einen besonders erbitterten Zweikampf lieferten sich der mexikanische Verteidiger Gustavo Peña und der salvadorianische Angreifer Juan Martinez. Nach dem Spiel ging Peña auf Martinez zu, der ihm mit einem Ellbogencheck eine Verletzung am Augenlid zugefügt hatte, und meinte scherzhaft: „Wegen dieses Spiels werden unsere Länder aber keinen Krieg beginnen.“ Es war eine Anspielung auf den Fußballkrieg, den es ein Jahr zuvor im Rahmen der WM-Qualifikation zwischen den Ländern El Salvador und Honduras gegeben hatte.
- Mexiko –  Belgien 1:0 (1:0)

Stadion: Aztekenstadion (Mexiko-Stadt)
Zuschauer: 105.000
Schiedsrichter: Coerezza (Argentinien)
Tore: 1:0 Peña (14.) 11m
Mexiko reichte gegen Belgien bereits ein Unentschieden, um erstmals in der WM-Geschichte die Gruppenphase zu überstehen. Entsprechend motiviert traten die Mexikaner auf, die in der ersten Halbzeit ihre beste Leistung während des gesamten Turniers absolvierten. Nachdem der „Doppeltorschütze“ vom vorangegangenen Spiel, Javier Valdivia, vom belgischen Verteidiger Jean Thissen gefoult worden war, verwandelte Mexikos Mannschaftskapitän Gustavo Peña den fälligen Elfmeter zur 1:0-Führung für die Gastgeber, die bis zum Abpfiff Bestand hatte. Allerdings war es bis dahin ein hartes Stück Arbeit für die Hausherren, die sich in der zweiten Halbzeit einem permanenten Sturmlauf der Belgier ausgesetzt sahen. Ihre beste Chance hatten die Belgier nach einem Foul von Javier Guzmán an der Strafraumgrenze. Mexikos Torhüter Calderón hatte gegen den von Johan Devrindt getretenen Freistoß keine Chance, doch „Kalimán“ Guzmán rettete für seinen bereits geschlagenen Torhüter zur Ecke und machte seinen Fehler auf diese Weise wieder gut. Nach dem Spiel feierten die Mexikaner wie noch nie zuvor bei einer Fußball-Weltmeisterschaft. Überall in der Hauptstadt, und vor allem im Stadtzentrum, traf man an diesem Abend fröhliche Menschen.
Nach Abschluss der Vorrunde waren Mexiko und die UdSSR punktgleich und hatten dieselbe Tordifferenz. Da die Regel der mehr geschossenen Tore erst seit der WM 1974 gilt, kam es zum Losentscheid um den Gruppensieg, der zugunsten der UdSSR ausging. Mexiko wurde dadurch nur Gruppenzweiter und musste zum Viertelfinale in Toluca antreten, während die UdSSR ihr Viertelfinale im großen Aztekenstadion bestritt. Hätte die Regel der mehr geschossenen Tore bereits 1970 gegolten, wäre Mexiko ohne Losentscheid ebenfalls hinter der UdSSR nur Gruppenzweiter geworden.

### Viertelfinale
- Italien –   Mexiko 4:1 (1:1)

Stadion: Estadio Luis Dosal (Toluca)
Zuschauer: 27.000
Schiedsrichter: Schürer (Belgien)
Tore:
0:1 González (13.)
1:1 Peña (25.) ET
2:1 Riva (63.)
3:1 Rivera (70.)
4:1 Riva (76.)
Das italienische Team bewährte sich souverän gegen den Veranstalter Mexiko in Toluca. Die Azteken-Nachfolger hatten zwar schon nach 13 Minuten Keeper Albertosi überwunden, doch das störte die cleveren Italiener überhaupt nicht. Fast wäre vier Minuten später das 2:0 gefallen, doch diesmal war Albertosi auf dem Posten. Der Ausgleich in der 25. Minute wurde Domenghini zugerechnet, obwohl es eigentlich ein Eigentor von Peña war, der den Ball unglücklich abfälschte. Turnierübergreifend war es das erste WM-Gegentor der Mexikaner nach exakt 400 Spielminuten; das bisher letzte Gegentor hatte „el Tri“ in der 75. Minute des zweiten Vorrundenspiels der WM 1966 durch den Engländer Roger Hunt hinnehmen müssen.
Mit einem frischen Gianni Rivera für einen müden Sandro Mazzola kam Italien aus der Kabine und übernahm vermehrt das Ruder. Drei Tore zwischen der 64. und 76. Spielminute entschieden das Match für die Italiener. Riva, Rivera und wieder Riva zeigten, dass die Italiener nicht nur die Defensive beherrschten. Als nächster Gegner der Italiener warteten die Deutschen – das Jahrhundertspiel sollte folgen.